# طحا لبيشة
قرية طحا البيشة هي إحدى القرى التابعة لمركز ببا في محافظة بني سويف في جمهورية مصر العربية. حسب إحصاءات سنة 2006، بلغ إجمالي السكان في طحا لبيشة 5677 نسمة، منهم 2904 رجل و2773 امرأة.